# 도미노코지 데루코
토미노코지 테루코(일본어: 富小路 明子 とみのこうじ てるこ[*], 생년 미상 - 1828년 (분세이 11년 8월 8일))는 고카쿠 천황의 나이시노죠이다. 아버지는 지부교 토미노코지 사다나오이다. 에몬노나이시노죠, 쇼지쥬노츠보네(小侍従局)로 불렸다.

## 생애
고카쿠 천황에게 출사하여 나이시노죠가 되었고, 에몬노나이시노죠로 칭한 후, 쇼지쥬노츠보네(小侍従局)로 칭했다. 1824년에 7황녀인 모리코 내친왕을 낳았다. 모리코 내친왕은 호쿄지에 들어갔다가 환속하여, 신세이와인(新清和院)이라 칭하였다. 다른 2녀 (마사노미야, 카츠노미야)는 태어난지 얼마 안되서 요절하였다.
1828년 (분세이 11년 8월 8일)에 사망했다.